# 塞謝凱
17°28′S 24°18′E / 17.467°S 24.300°E

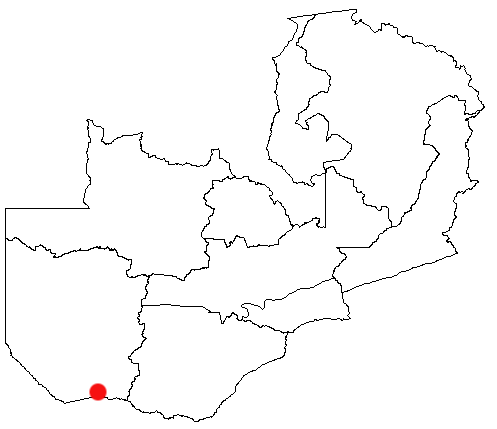

塞謝凱（英語：Sesheke），是贊比亞的城鎮，位於該國西部，由西方省負責管轄，是塞謝凱縣的首府，處於贊比西河北岸，海拔高度800米，2010年該城鎮人口43,489。